# Nahverkehr in Kaiserslautern
Der Nahverkehr in Kaiserslautern wird von der SWK Verkehrs-AG, der Vlexx, der Saar-Pfalz-Bus GmbH, der S-Bahn RheinNeckar und der DB Regio betrieben. Letztere drei sind Tochterunternehmen der Deutschen Bahn AG (DB). Der gesamte öffentliche Personennahverkehr (ÖPNV) liegt im Tarifbereich des Verkehrsverbundes Rhein-Neckar (VRN).

## Geschichte
1899 mehrten sich in der damals etwa 50.000 Einwohner zählenden Stadt die Forderungen, in Kaiserslautern eine elektrische Straßenbahn einzurichten. Im Jahr 1913 erging der entsprechende Auftrag, woraufhin die Bauarbeiten für die Kaiserslauterer Straßenbahn begannen, deren Hauptlinie vom heutigen Pfaffplatz bis zum Friedhof führte. Kriegsbedingt dauerte es bis zum 18. Dezember 1916, bis der ordnungsgemäße Fahrbetrieb aufgenommen wurde, nachdem vorher die Waggons von Pferdegespannen gezogen worden waren. Durch die Auswirkungen der Weltwirtschaftskrise und die mangelnde Bereitschaft der Stadt, die Instandhaltungskosten zu übernehmen, wurde der Straßenbahnbetrieb 1935 eingestellt. An seine Stelle trat ein städtischer Omnibusbetrieb, der bis 1949 das einzige innerstädtische Nahverkehrsmittel blieb.
1949 wurde der Kaiserslauterer Oberleitungsbus zwischen Vogelweh im Westen und der 23er Kaserne im Osten der Stadt eröffnet und später verlängert. Ende 1985 wurde der Betrieb eingestellt. Seitdem bilden wiederum Buslinien das innerstädtische Nahverkehrsnetz.

## Linienübersicht

### S-Bahn & DB Regionalverkehr

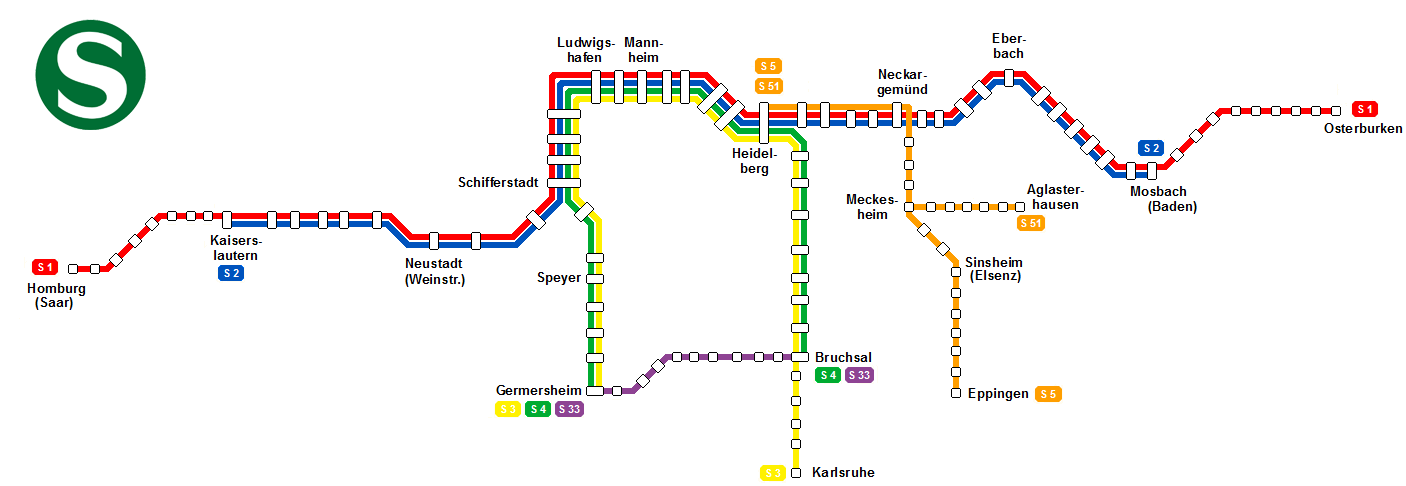
Netzplan der S-Bahn RheinNeckar

Zentraler Knotenpunkt des Schienenpersonennahverkehrs ist Kaiserslautern Hauptbahnhof. Es existieren noch folgende weitere Eisenbahnnahverkehrshalte mit untergeordneter Bedeutung:
- Einsiedlerhof (Bahnstrecke Mannheim–Saarbrücken)
- Galgenschanze (Biebermühlbahn)
- Hohenecken (Biebermühlbahn)
- Kennelgarten (Bahnstrecke Mannheim–Saarbrücken)
- Lampertsmühle (Lautertalbahn)
- Pfaffwerk (Lautertalbahn)
- Vogelweh (Bahnstrecke Mannheim–Saarbrücken)
- West (Lautertalbahn)

Historisch wurden folgende weitere Haltestellen bedient:
- Eselsfürth (Bahnstrecke Kaiserslautern–Enkenbach)

- Gelterswoog (Biebermühlbahn)

- Nord (Bahnstrecke Kaiserslautern–Enkenbach)

Zwei Linien der S-Bahn RheinNeckar verbinden Kaiserslautern mit Ludwigshafen am Rhein, Neustadt an der Weinstraße, Mannheim, Heidelberg, Mosbach, Osterburken, Landstuhl und Homburg.
| Linie | Strecke | Taktfrequenz |
| ----- | --- | ------------ |
| S 1   | Homburg – Kaiserslautern – Neustadt (Weinstr) – Schifferstadt – Ludwigshafen – Mannheim – Heidelberg – Mosbach – Osterburken | Stundentakt  |
| S 2   | Kaiserslautern – Neustadt (Weinstr) – Schifferstadt – Ludwigshafen – Mannheim – Heidelberg – Mosbach                         | Stundentakt  |

Hinzu kommen einige Regional-Express- und Regionalbahnlinien:
| Linie | Strecke | Taktfrequenz                                                                       |
| ----- | --- | ---------------------------------------------------------------------------------- |
| RE 1  | Koblenz – Trier – Saarbrücken – Homburg – Kaiserslautern Hbf – Neustadt (Weinstr) – Mannheim                                                     | Stundentakt (Kaiserslautern – Koblenz) Zweistundentakt (Kaiserslautern – Mannheim) |
| RE 6  | Kaiserslautern Hbf – Neustadt (Weinstr) – Landau (Pfalz) – Wörth (Rhein) – Karlsruhe                                                             | Zweistundentakt                                                                    |
| RE 15 | Kaiserslautern Hbf – Winnweiler – Rockenhausen – Alsenz – Bad Münster a Stein – Bad Kreuznach – Ingelheim – Mainz                                | ein Zugpaar                                                                        |
| RE 17 | Kaiserslautern Hbf – Rockenhausen – Alsenz – Bad Münster am Stein – Bad Kreuznach – Bingen (Rhein) Hauptbahnhof – Boppard – Koblenz Hauptbahnhof | Zweistundentakt                                                                    |
| RE 65 | Kaiserslautern Hbf – Hochspeyer – Enkenbach – Marnheim – Monsheim                                                                                | drei Zugpaare im Sommerhalbjahr                                                    |
| RB 64 | Kaiserslautern Hbf – Schopp – Waldfischbach – Pirmasens                                                                                          | Stundentakt                                                                        |
| RB 65 | Kaiserslautern Hbf – Enkenbach – Winnweiler – Rockenhausen – Alsenz – Bad Münster a Stein – Bad Kreuznach – Langenlonsheim – Bingen (Rhein)      | Stundentakt                                                                        |
| RB 66 | Kaiserslautern Hbf – Lampertsmühle-Otterbach – Olsbrücken – Wolfstein – Lauterecken-Grumbach                                                     | Stundentakt                                                                        |
| RB 67 | Kaiserslautern Hbf – Landstuhl – Glan-Münchweiler – Altenglan – Kusel                                                                            | Stundentakt                                                                        |
| RB 70 | Kaiserslautern Hbf – Landstuhl – Hauptstuhl – Bruchmühlbach-Miesau – Homburg – Saarbrücken – Völklingen – Saarlouis – Merzig (Saar)              | Stundentakt                                                                        |

### Busverkehr

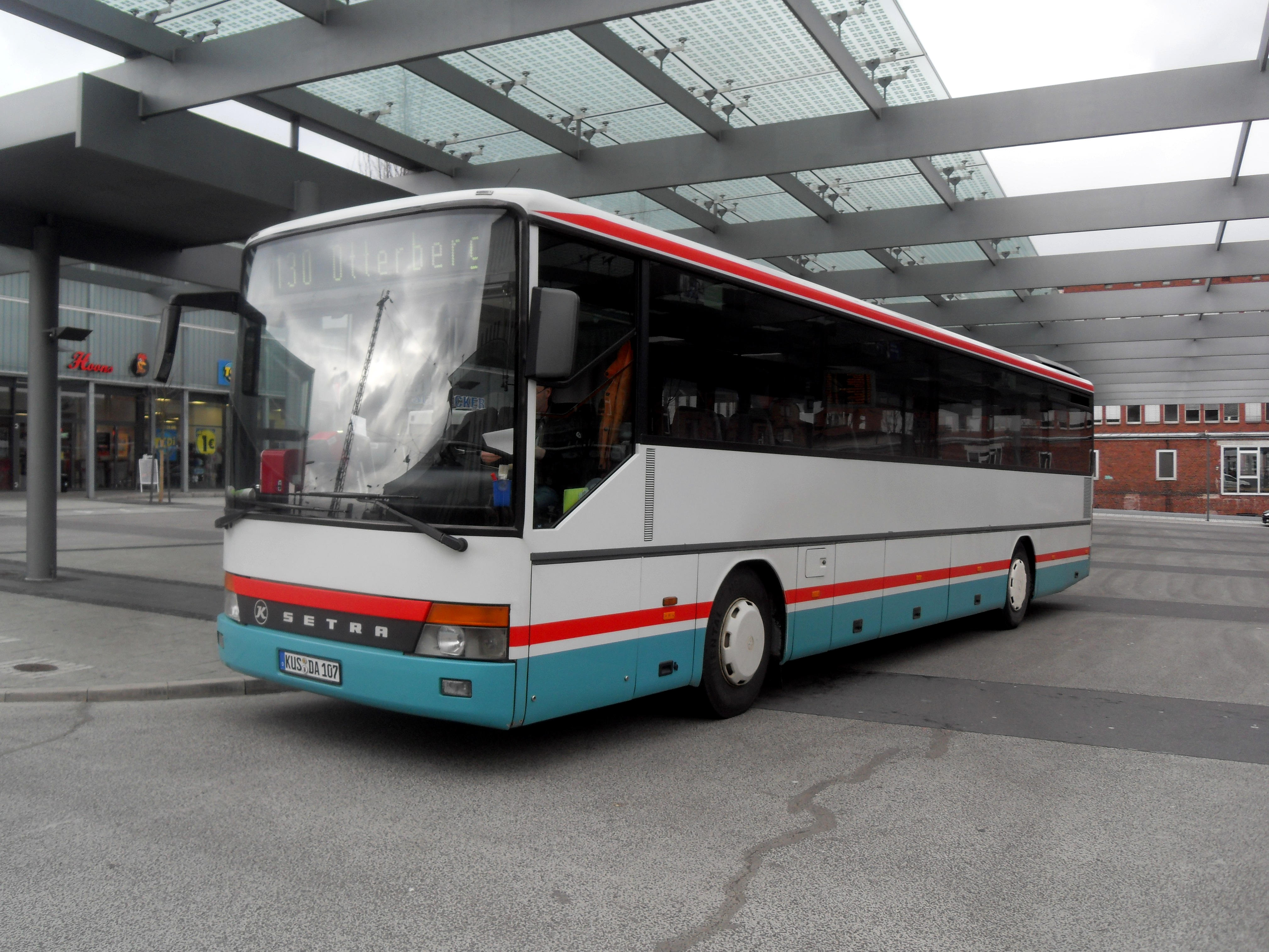
Bus Setra S 315 UL im Kaiserslauterer Busbahnhof am Hauptbahnhof auf der Linie 130 auf dem Weg nach Otterberg

Das 16 Linien umfassende Netz von Stadtbuslinien wird von den Stadtwerken Kaiserslautern Verkehrs-AG betrieben und bedient bei etwa 172 Kilometer Streckenlänge etwa 500 Bushaltestellen. Der Zentrale Knotenpunkt ist die seit 14. Juni 2015 in Stadtmitte umbenannte Haltestelle im Zentrum (zuvor Doppelhaltestelle Rathaus und Schillerplatz). Die einzelnen Linien werden mit der Abkürzung SWK bezeichnet, jeweils ergänzt um eine dreistellige Zahl.
Folgende Linien bedient die SWK Verkehrs-AG:

### Tageslinien
| Linie | Fahrtverlauf | Takt (Mo–Fr tagsüber) | Bemerkungen | Gelenkbusse                         |
| ----- | --- | --------------------- | --- | ----------------------------------- |
| 101   | Ruheforst – Daennerkaserne – 23er Kaserne – Stadtmitte – Vogelweh – (Globus) – IKEA                                       | 30 min                | Takt zwischen Stadtmitte und Vogelweh <= 10 Minuten, zwischen 23er Kaserne und Stadtmitte 15 Minuten Abstände nicht konstant, Takt beschreibt durchschnittliche Frequenz Fahrten Richtung Warmfreibad tw. über Daennerkaserne Fahrten Richtung IKEA tw. über Globus | regelmäßig                          |
| 101   | Warmfreibad – 23er Kaserne – Stadtmitte – Vogelweh                                                                        | 30 min                | Takt zwischen Stadtmitte und Vogelweh <= 10 Minuten, zwischen 23er Kaserne und Stadtmitte 15 Minuten Abstände nicht konstant, Takt beschreibt durchschnittliche Frequenz Fahrten Richtung Warmfreibad tw. über Daennerkaserne Fahrten Richtung IKEA tw. über Globus | regelmäßig                          |
| 101   | Stadtmitte – Vogelweh – Einsiedlerhof                                                                                     | 60 min                | Takt zwischen Stadtmitte und Vogelweh <= 10 Minuten, zwischen 23er Kaserne und Stadtmitte 15 Minuten Abstände nicht konstant, Takt beschreibt durchschnittliche Frequenz Fahrten Richtung Warmfreibad tw. über Daennerkaserne Fahrten Richtung IKEA tw. über Globus | regelmäßig                          |
| 101   | Stadtmitte – Vogelweh – Hohenecken Burg                                                                                   | 60 min                | Takt zwischen Stadtmitte und Vogelweh <= 10 Minuten, zwischen 23er Kaserne und Stadtmitte 15 Minuten Abstände nicht konstant, Takt beschreibt durchschnittliche Frequenz Fahrten Richtung Warmfreibad tw. über Daennerkaserne Fahrten Richtung IKEA tw. über Globus | regelmäßig                          |
| 101   | Stadtmitte – Vogelweh – (Siegelbach) – Industriegebiet Nord                                                               | einzelne Fahrten      | Takt zwischen Stadtmitte und Vogelweh <= 10 Minuten, zwischen 23er Kaserne und Stadtmitte 15 Minuten Abstände nicht konstant, Takt beschreibt durchschnittliche Frequenz Fahrten Richtung Warmfreibad tw. über Daennerkaserne Fahrten Richtung IKEA tw. über Globus | regelmäßig                          |
| 102   | Sonnenberg – (Haspelstraße) – Stadtmitte – Hauptbahnhof – Schulzentrum Süd – Betzenberg                                   | 30 min                | Takt zwischen Sonnenberg und Hauptbahnhof 15 Minuten Sonnenberg-Stadtmitte: nur jede 2. Fahrt über Haspelstraße Hbf-Betzenberg: abwechselnd über SZ Süd/Barbarossastraße                                                                                            |                                     |
| 102   | Sonnenberg – (Haspelstraße) – Stadtmitte – Hauptbahnhof – Barbarossastraße – Betzenberg                                   | 30 min                | Takt zwischen Sonnenberg und Hauptbahnhof 15 Minuten Sonnenberg-Stadtmitte: nur jede 2. Fahrt über Haspelstraße Hbf-Betzenberg: abwechselnd über SZ Süd/Barbarossastraße                                                                                            |                                     |
| 103   | Stadtmitte – Karl-Pfaff-Siedlung – Hohenecker Straße – Dansenberg                                                         | 60 min                | |                                     |
| 104   | Bännjerrück, Merseburger Straße – Westpfalz-Klinikum – Stadtmitte – Benzinoring – monte mare                              | 30 min                | Takt zwischen Bännjerrück und PRE-Park 15 Minuten Bännjerrück – Westpfalz-Klinikum: abwechselnd über Galgenschanze / Hohenstaufen-Gymnasium | regelmäßig                          |
| 104   | Bännjerrück, Merseburger Straße – Westpfalz-Klinikum – Stadtmitte – Europahöhe                                            | 30 min                | Takt zwischen Bännjerrück und PRE-Park 15 Minuten Bännjerrück – Westpfalz-Klinikum: abwechselnd über Galgenschanze / Hohenstaufen-Gymnasium | regelmäßig                          |
| 104   | Bännjerrück, Merseburger Straße – Westpfalz-Klinikum – Stadtmitte – Eselsfürth                                            | einzelne Fahrten      | Takt zwischen Bännjerrück und PRE-Park 15 Minuten Bännjerrück – Westpfalz-Klinikum: abwechselnd über Galgenschanze / Hohenstaufen-Gymnasium | regelmäßig                          |
| 104   | Bännjerrück, Merseburger Straße – Westpfalz-Klinikum – Stadtmitte – Friedhof Eingang West                                 | einzelne Fahrten      | Takt zwischen Bännjerrück und PRE-Park 15 Minuten Bännjerrück – Westpfalz-Klinikum: abwechselnd über Galgenschanze / Hohenstaufen-Gymnasium | regelmäßig                          |
| 105   | Uni-Wohnstadt, Kurt-Schumacher-Straße – Universität – Hauptbahnhof – Stadtmitte – Fischerrück – Gewerbegebiet West – IKEA | 30 min                | Fährt ab Uni-Wohnstadt, Kurt-Schumacher-Straße als 114 zurück (und umgekehrt) | regelmäßig                          |
| 106   | Stadtmitte – Hauptbahnhof – Fraunhofer Zentrum – Universität – Rote Hohl – Mölschbach, Denkmal                            | einzelne Fahrten      | unregelmäßig, tagsüber 1 Fahrt alle 1–2 Stunden nur in Richtung Mölschbach über Hauptbahnhof |                                     |
| 107   | Casimirring, Kurpfalzstraße – Hauptbahnhof – Stadtmitte – Fischerrück – Erzhütten-Wiesenthalerhof                         | 60 min                | Takt zwischen Casimirring und Fischerrück 30 Minuten Kreuzhof: Bedarfshalt |                                     |
| 107   | Casimirring, Kurpfalzstraße – Hauptbahnhof – Stadtmitte – Fischerrück – Kaisermühle                                       | 60 min                | Takt zwischen Casimirring und Fischerrück 30 Minuten Kreuzhof: Bedarfshalt |                                     |
| 108   | Stadtmitte – Engelshof – Kaisermühle – Erzhütten-Wiesenthalerhof – Kreuzhof                                               | 60 min                | Takt zwischen Stadtmitte und Engelshof 30 Minuten |                                     |
| 108   | Stadtmitte – Engelshof – Otterbach – Lampertsmühle – Erfenbach – Kreuzhof                                                 | 60 min                | Takt zwischen Stadtmitte und Engelshof 30 Minuten |                                     |
| 109   | Hauptbahnhof – Stadtmitte – Morlautern – Erlenbach – Otterberg, Stadtmitte                                                | 60 min                | Verkehrt nur Mo–Fr Erste Fahrt am 16. August 2023. |                                     |
| 111   | Stadtmitte – Karl-Pfaff-Siedlung – Hohenecken Burg – Gelterswoog, Seehotel                                                | 60 min                | | selten                              |
| 111   | Stadtmitte – Karl-Pfaff-Siedlung – Hohenecken, Lerchenstraße – Hohenecken Burg                                            | einzelne Fahrten      | | selten                              |
| 112   | Stadtmitte – Engelshof – Morlautern – Erlenbach, Husarenäcker                                                             | 30 min                | |                                     |
| 113   | Daniel-Häberle-Straße – Stadtmitte – Globus – Amazon                                                                      | einzelne Fahrten      | Wurde mit der Inbetriebnahme des Amazon-Logistikzentrums in Betrieb genommen. Erste Fahrt am 29. August 2022. | regelmäßig                          |
| 114   | Stadtmitte – Hohenecker Straße – Davenportplatz – Uni-Wohnstadt, Kurt-Schumacher-Straße                                   | 30 min                | Zugang zur Universität via Davenportplatz Fährt ab Uni-Wohnstadt, Kurt-Schumacher-Straße als 105 zurück (und umgekehrt) Verkehrt nur Mo–Sa (sonntags einzelne Fahrten Richtung Stadtmitte; Rückfahrt auf anderer Linie)                                             | regelmäßig                          |
| 115   | Stadtmitte – Hauptbahnhof – Fraunhofer Zentrum – Universität                                                              | 15 min                | Verkehrt nur Mo–Fr | regelmäßig (während Vorlesungszeit) |
| 116   | Hauptbahnhof – Dunkeltälchen – Universität                                                                                | 15 min (tw. 30 min)   | Verstärkerlinie; verkehrt nur an Vorlesungstagen der Universität während der Hauptverkehrszeit. | selten                              |
| 117   | Stadtmitte – Hertelsbrunnenring – PRE-Park – Volkspark – Hauptbahnhof                                                     | 30 min                | Erste Fahrt bis Hauptbahnhof am 16. Dezember 2019; zuvor nur Stadtmitte – PRE-Park Verkehrt nur Mo–Fr |                                     |

Zwischen Stadtmitte und Hauptbahnhof verkehren mindestens 12 Fahrten pro Stunde in jeder Richtung (je vier Fahrten der Linien 102 und 115 sowie je zwei Fahrten der Linien 105 und 107), was einem 5-Minuten-Takt entspricht. Die Fahrten der Linie 117 wurden hierbei aufgrund des Umweges über den PRE-Park nicht mitgezählt. Auch die Universität genießt eine gute Anbindung an das Stadtbusnetz: Sowohl auf der Route Universität-Hauptbahnhof als auch Universität-Stadtmitte gibt es in der Vorlesungszeit tagsüber jeweils mindestens 8 umsteigefreie Verbindungen pro Stunde und Fahrtrichtung (die Linien 105 und 115 fahren sowohl Stadtmitte als auch Hauptbahnhof an).
Zu Stoßzeiten (z. B. Schülerverkehr) werden zusätzliche Verstärkerbusse, sogenannte Einsatzwagen oder kurz E-Wagen, mit unterschiedlichen Verläufen eingesetzt. Auf der Zielanzeige derartiger Busse erscheint anstelle einer Liniennummer nur ein „E“ und das Fahrtziel.

### Der Lautrer Nachtbus
Die SWK Verkehrs-AG betreibt 9 Nachtbuslinien, die unter dem Namen „Lautrer Nachtbus“ bekannt sind. Die Nachtbusse fahren in jeder Nacht vor Samstag, Sonntag oder Feiertag und sind auch für Zeitkarteninhaber zuschlagpflichtig (derzeit 1,70 € pro Fahrt, unabhängig von der Preisstufe; Stand: August 2025). Bei bestimmten Veranstaltungen können auch wochentags Nachtbusse eingesetzt werden. Dazu gehören beispielsweise größere Feiern an der Universität.
Die Linien fahren im Stundentakt, mit jeweils drei bis vier Fahrten pro Nacht, mit einer Abfahrtszeit von 0:15 Uhr ab Stadtmitte als erstem Einsatz aller Nachtlinien (ausgenommen N40 um 0:45 Uhr). Es ist möglich, auf Wunsch außerhalb der regulären Haltestellen an der vorderen Tür auszusteigen. Dies gilt ab 20:00 Uhr auch auf den Tageslinien.
| Linie | Fahrtverlauf                                                                                              | Bemerkungen |
| ----- | --- | --- |
| N1    | Stadtmitte – Siegelbach – Rodenbach – Weilerbach                                                          | nach Anmeldung beim Busfahrer mit Ruftaxi weiter nach: Einsiedlerhof – Kindsbach (ab Am Belzappel) Eulenbis, Erzenhausen, Schwedelbach, Mackenbach, Kollweiler, Reichenbach-Steegen (ab Weilerbach Abzw. Spitzäcker) |
| N2    | Stadtmitte – Hauptbahnhof – Casimirring – Betzenberg                                                      | |
| N3    | Stadtmitte – Karl-Pfaff-Siedlung – Dansenberg – Schopp – Krickenbach – Linden                             | |
| N4    | Stadtmitte – Westpfalz-Klinikum – Bännjerrück – Hohenecken Burg – Seehotel – Queidersbach – Bann          | |
| N6    | Stadtmitte – Hauptbahnhof – Nachtschicht – Uni-Wohnstadt/Uni West – Mölschbach – Stelzenberg – Trippstadt | Richtung Trippstadt über Marie-Juchacz-Straße (Uni-Wohnstadt), Richtung Stadtmitte über Uni West |
| N7    | Stadtmitte – Fischerrück – Erzhütten – Kreuzhof – Erfenbach – Sambach – Katzweiler – Otterbach            | Kreuzhof: Bedarfshalt |
| N10   | Stadtmitte – Messeplatz – Hochspeyer – Fischbach – Enkenbach-Alsenborn – Mehlingen                        | nach Anmeldung beim Busfahrer, ab Alsenborn Mitte weiter mit Ruftaxi nach Neuhemsbach Rückfahrt Richtung Stadtmitte über Eselsfürth – PRE-Park                                                                       |

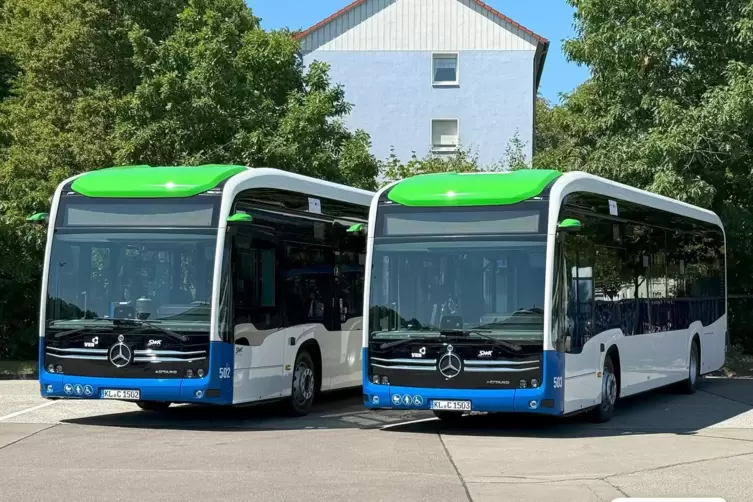
SWK: Die ersten beiden Elektrobusse gehen in den Linienverkehr

| N12   | Stadtmitte – Sonnenberg – Morlautern – Erlenbach – Husarenäcker – Otterberg – Baalborn – Sembach          | Husarenäcker: Bedarfshalt Rückfahrt Richtung Stadtmitte über Eselsfürth |
| N40   | Stadtmitte – Grübentälchen – PRE-Park                                                                     | Rückfahrt Richtung Stadtmitte über Daniel-Häberle-Straße – Messeplatz |

### Elektromobilität
Die ersten beiden Elektrobussen wurden im August 2025 in Betrieb genommen. Es handelt sich um Solobusse vom Typ eCitaro der Hersteller Mercedes-Benz. Bis 2026 werden 14 weitere Elektrobusse folgen.
Die SWK bauten zudem die notwendige Infrastruktur auf. Sie stellen eine neue Ladeinfrastruktur her – inklusive eines Konzepts für erneuerbare Energien. Zusätzlich errichten die Stadtwerke einen großen Carport, der zum Laden, Reinigen und Abstellen der Elektrobusse dient.

### Regionalbusverkehr in und um Kaiserslautern
Weiterhin verkehren zwölf Regionalbuslinien, bezeichnet mit Saar-Pfalz-Bus und einer dreistelligen Zahl.
Des Weiteren bedienen die Busse der Regionalbus Westpfalz GmbH (RBW) die Linien nach Ramstein-Miesenbach und nach Reichenbach.
Zum 15. Juni 2025 nehmen die Linienbündel „Kaiserslautern Nordwest und Südwest“ nach der Neuvergabe an die Regionalbus Westpfalz GmbH (Nordwest) und die Queichtal Nahverkehrsgesellschaft mbH (Südwest) ihren Betrieb auf.
| Linie | Fahrtverlauf | Bemerkungen                                                  | Betreiber             |
| ----- | --- | ------------------------------------------------------------ | --------------------- |
| 130   | Kaiserslautern - Otterbach - Otterberg - Schneckenhausen - Heiligenmoschel - Schallodenbach - Holbornerhof - Niederkirchen - Wörsbach       |                                                              | DB-Regio Mitte        |
| 131   | Kaiserslautern - Otterbach - Otterberg - Schneckenhausen - Heiligenmoschel - Schallodenbach - Wörsbach Niederkirchen - Nußbach - Ginsweiler | Fährt nur an Schultagen                                      | DB-Regio Mitte        |
| 132   | Otterberg - Baalborn - Sembach - Mehlingen - Enkenbach - Hochspeyer                                                                         | Fährt gelegentlich                                           | DB-Regio Mitte        |
| 133   | Kaiserslautern - Otterbach - Otterberg / - Drehenthalerhof - Wingertsweilerhof - Gundersweiler                                              | Fährt nur an Schultagen                                      | DB-Regio Mitte        |
| 134   | Kaiserslautern - Otterbach - Katzweiler - Mehlbach - Hirschhorn - Olsbrücken - Frankelbach                                                  |                                                              | DB-Regio Mitte        |
| 135   | Kaiserslautern - Hochspeyer - Fischbach - Waldleiningen                                                                                     |                                                              | DB-Regio Mitte        |
| 136   | Kaiserslautern - Enkenbach - Alsenborn - Winnweiler/Börrstadt                                                                               | Fährt meist nur an Schultagen, sonst einzelne Fahrten am Tag | DB-Regio Mitte        |
| 137   | Kaiserslautern - Mehlingen - Baalborn - Sembach (-Winnweiler - Falkenstein)                                                                 |                                                              | DB-Regio Mitte        |
| 138   | Weilerbach - Mackenbach - Erzenhausen - Reichenbach - Kollweiler                                                                            | Fährt nur an Schultagen                                      | Regionalbus Westpfalz |
| 139   | Kaiserslautern - Weilerbach - Ramstein - Landstuhl                                                                                          | Fährt nur an Schultagen                                      | Regionalbus Westpfalz |
| 140   | Kaiserslautern - Otterbach - Erfenbach - Siegelbach - Rodenbach - Weilerbach - Schwedelbach - Reichenbach                                   |                                                              | Regionalbus Westpfalz |
| 141   | Kaiserslautern - Siegelbach - Rodenbach - Weilerbach - Mackenbach - Miesenbach - Ramstein                                                   |                                                              | Regionalbus Westpfalz |
| 145   | Kaiserslautern IG-Nord - Rodenbach - Weilerbach - Mackenbach - Miesenbach Ramstein                                                          | Fährt nur zu den Arbeitszeiten von KL IG-Nord                | Regionalbus Westpfalz |
| 150   | Kaiserslautern - Weilerbach | Einzelne Fahrten am Tag                                      | Regionalbus Westpfalz |
| 160   | Kaiserslautern - Krickenbach - Linden - Queidersbach - Bann - Landstuhl - Ramstein                                                          |                                                              | Queichtal Nahverkehr  |
| 161   | Kaiserslautern - Linden - Bann - Weselberg - Saalstadt                                                                                      | Fährt nur an Schultagen                                      | Queichtal Nahverkehr  |
| 170   | Kaiserslautern - Stelzenberg - Trippstadt (- Heltersberg)                                                                                   |                                                              | Queichtal Nahverkehr  |
| 180   | Kaiserslautern - Stelzenberg - Krickenbach - Linden - Queidersbach - Bann                                                                   |                                                              | Queichtal Nahverkehr  |

## Park and Ride
Kaiserslautern ist für die Heimspiele im Fritz-Walter-Stadion bekannt. Zur Anreise stehen zwei Park-and-Ride-Plätze zur Verfügung: der größere Parkplatz Kaiserslautern Ost „Schweinsdell“ in unmittelbarer Nähe der Autobahnausfahrt Kaiserslautern-Ost sowie ein Parkplatz an der Universität. Inhaber einer Eintrittskarte für ein Fußballspiel können die Busse in Kaiserslautern und im ganzen Verkehrsverbund kostenlos am Spieltag nutzen. An Spieltagen verkehren Shuttlebusse ab etwa zwei Stunden vor Spielbeginn im 5- bis 10-Minuten-Takt vom Stadion und bis rund 90 Minuten nach Spielende wieder zurück zum Parkplatz.

## Planungen
Im Rahmen des Rheinland-Pfalz-Taktes war folgende mit dem RE3 von Mainz nach Saarbrücken geflügelte Schienenpersonennahverkehrslinie nach Kaiserslautern Hauptbahnhof geplant. In Teilen wurde diese Verbindung als RE15 verwirklicht.
Darüber hinaus wird seit mehreren Jahren die Reaktivierung der Zellertalbahn diskutiert, die eine Verbindung zwischen der Alsenztalbahn und der Rheinhessenbahn bilden und somit Kaiserslautern mit Worms verbinden würde.
Nicht verwirklicht wird das Kaiserslauterer Modell.
Ferner wird ein neuer Haltepunkt in der Nähe des ehemaligen Nordbahnhofs an der Friedensstraße geplant.
Bis zum Jahr 2030 im Rahmen des Nahverkehrsplan wird die Linie 117 verlängert. Sie läuft vom Hauptbahnhof über Pfaffwerk und Rauschenweg bis zum Endpunkt Bännjerrück.
Zudem wird zwei neue Linien im Stadtverkehr eingeführt. Die Linie 110 übernimmt den Streckenabschnitt von Siegelbach und verkehrt ab Vogelweh gemeinsam mit der Linie 101 bis zur Ludwigshafener Straße. Dort biegt sie links ab und endet am monte mare.
Die Linie 118 wird vom Hauptbahnhof über Dunkeltälchen zur Universität, anschließend über Rauschenweg und weiter bis zum Bännjerrück gemeinsam mit den Linien 104 und 117 verlaufen.